# John Forbes
John Forbes (født omkring 1570 i Skotland, død 1634 i Delft) var en calvinistisk teolog som i Sverige er kendt under navnet Johannes Forbesius.

## Biografi
Forbes blev landsforvist under striden mellem presbyterianerne og Jakob I og begav sig 1606 til Holland.
Han kom til Sverige i 1608, hidkaldt af Karl IX for at hjælpe ham i hans planer på at tilnærme den svenske kirke til den reformerte kirke. En disputation blev på kongens befaling afholdt i Uppsala den 17. november 1608, hvor Forbes fremlagde 68 teser til sammenfatning af den reformerte lære. Modsætningerne handlede især prædesitnationslæren. Det lutherske synspunkt blev af ærkebiskop Olaus Martini og professorerne Claudius Opsopaeus og Petrus Rudbeckius forsvaret med sådan kraft, at udtrykket Ad hæc Forbesius nihil opstod ("Til dette havde Forbes intet at svare"). Forbes forlod Sverige det følgende år, men i 1610 hidkaldte kongen ham igen, så han sammen med Johannes Messenius og Stockholm-præsten Johannes Raumannus kunne arbejde på at forene den lutherske og den reformerte bekendelse. Det svenske præsteskab var imidlertid stærkt imod dette, så sagen blev opgivet og Forbes rejste igen til Holland, hvor han virkede som prædikant, først i Middelburg, siden i Delft.
Blandt hans skrifter kendes især The saint’s hope (Middelburg 1608) og A treatise tending to the clearing of justification (Middelburg 1616).